# SPARC T4
A SPARC T4 egy többmagos 64 bites SPARC mikroprocesszor, melyet az Oracle Corporation mutatott be 2011-ben. A processzort a magas többszálas teljesítmény elérésére tervezték (egy csipen 8 mag, magonként 8 szál, a 8 szálból egyidejűleg 2 hajtható végre), és hogy ezzel egyidejűleg az csipek magas egyszálas teljesítményt is nyújtsanak.
A csip a T sorozatú processzorcsalád 4. generációs tagja. A Sun Microsystems az első T sorozatú processzort, az UltraSPARC T1-et még 2005-ben dobta piacra.
Ez az első Sun/Oracle SPARC csip, amely dinamikus szálkezelést
és sorrenden kívüli végrehajtást használ.
Magonként egy lebegőpontos egységet és egy dedikált kriptográfiai egységet tartalmaz.
A magok a 64 bites SPARC Version 9 architektúrát implementálják, órajelfrekvenciájuk 2,85 GHz és 3,0 GHz közötti, 40 nm-es folyamattal készülnek, a lapkafelület 403 mm².

## Történet, tervezés
Egy nyolcmagos, magonként nyolc szálat futtató, 40 nm-es csíkszélességű, 2,5 GHz órajelet megcélzó csip leírása már szerepelt a Sun Microsystems 2009-es processzorfejlesztési tervében. Ez lett volna a „Yosemite Falls” kódnevű  processzor, amelynek várható kibocsátási időpontja 2011 vége volt. Az előzetes feltételezések szerint ebben a processzorban egy új  mikroarchitektúrát vezettek volna be, „VT Core” néven. A The Register online technológiai portál találgatásai szerint a csipet – a SPARC T3 utódjaként – „T4”-nek nevezték volna. Az Oracle Corporation 2010 elején felvásárolta a Sun-t; ezután a Yosemite Falls CPU termék az Oracle processzorfejlesztési tervében is megjelent. 2010 decemberében a T4 processzor létét megerősítette az Oracle hardverfejlesztésekért felelős alelnöke és további részleteket is közölt, miszerint javítják a processzor szálankénti teljesítményét, nyolcmagos lesz és a megjelenése egy éven belül várható.
A processzorkialakítást a 2011-es Hot Chips konferencián mutatták be. A magok nem „VT”, hanem „S3” jelölést kaptak. Mindegyik magba egy kétszeres kibocsátású 16 fokozatú fixpontos (integer) utasítás-futószalag, és 11 fokozatú lebegőpontos futószalag került, ezzel jelentősen meghaladja az előző SPARC T3 processzorban alkalmazott „S3” mag teljesítményét. Mindegyik maghoz egy 16–16 KiB méretű első szintű (L1) adat- és utasítás-gyorsítótár, és egy 128 KiB-os egyesített második szintű (L2) gyorsítótár kapcsolódik. A nyolc mag közösen osztozik egy 4 MiB-os harmadik szintű (L3) gyorsítótáron. Az össz tranzisztorszám hozzávetőleg 8,5 millió. Ez az első Sun/Oracle SPARC processzorkialakítás, amelyben sorrenden kívüli végrehajtást alkalmaznak.
A T4 processzor 2011 szeptemberében volt hivatalosan bemutatva, az Oracle SPARC T4 szerverek részeként. Az első ilyen termék az egyprocesszoros T4-1 rack szerver volt, amely 2,85 GHz-en futott. A kétprocesszoros T4-2 ugyanúgy 2,85 GHz órajelfrekvencián futott, a négyprocesszoros T4-4 szerver pedig 3,0 GHz-en.
A SPARC S3 mag tartalmaz még egy szálprioritási mechanizmust, amelyet dinamikus szálkezelésnek („dynamic threading”) neveznek, amely a szükségletek ill. igények alapján igyekszik kiosztani az erőforrásokat, a nagyobb teljesítmény érdekében. Az S3 mag erőforrásainak többségét a szálak – legfeljebb 8 szál – megosztva használják. Az osztott erőforrások között vannak elágazásbecslési struktúrák, különféle pufferbejegyzések, és a sorrenden kívüli végrehajtás erőforrásai. A statikus erőforráskiosztás a szálakhoz rendeli az erőforrásokat egy erőforráskiosztási politika (policy) alapján, akár használja azt az adott szál, akár nem. A dinamikus szálkezelés ehelyett akkor osztja ki az erőforrást egy adott szálnak, ha az készen áll a használatra és használni is fogja azt.
A kriptográfiai teljesítmény szintén megnövekedett a T3 csippel szemben, a kialakításba került bővítéseknek köszönhetően, amelybe egy új kriptográfiai utasításkészlet is beletartozik.
Az UltraSPARC T2 és T3 processzorok magonkénti  kriptográfiai koprocesszorait felváltották a magon belüli kriptográfiai gyorsítók és az utasítás-alapú kriptográfia. A megvalósítás célja a vonali sebességű titkosítás és visszafejtés elérése volt a SPARC T4 10-Gbit/s Ethernet portjain.
Az architekturális változtatások állítólag ötszörös javulást eredményeztek a szálak fixpontos teljesítményében és a szálankénti adatátviteli sebesség a kétszeresére növekedett az előző generációs T3-hoz képest. Egy 16 magos T4-2 publikált SPECjvm2008 teszteredményei: 454 ops/m és 321 ops/m 32 magos T3-2-ben, ami a magonkénti teljesítmény növekedését mutatja.

## Fordítás
Ez a szócikk részben vagy egészben  a   SPARC T4 című angol Wikipédia-szócikk ezen változatának fordításán alapul.  Az eredeti cikk szerkesztőit annak laptörténete sorolja fel. Ez a jelzés csupán a megfogalmazás eredetét és a szerzői jogokat jelzi, nem szolgál a cikkben szereplő információk forrásmegjelöléseként.